# Butler (Pennsylvania)
Butler ist eine City und County Seat von Butler County im US-Bundesstaat Pennsylvania mit 13.502 Einwohnern (Stand: Volkszählung 2020).
Die Stadt hat eine Fläche von 7 km². Sie liegt in der Mitte des Countys und ist vom Butler Township umgeben.

## Geschichte
Butler wurde 1802 gegründet. Die Stadt ist nach Maj. Gen. Richard Butler benannt, der beim St. Clair’s Kampf  im Westen von Ohio 1791 gefallen ist. Die ersten Siedler waren irischer oder schottischer Abstammung und stammten von östlich gelegenen Siedlungen in Connecticut. 1802 kam ein deutscher Auswanderer, Detmar Basse, nach Jackson Township und gründete im Jahr darauf das Dorf Zelienople. Ihm folgten 1805 Johann George Rapp mit der Siedlung Harmony und danach viele andere deutsche Auswanderer, weil sie die Landschaft an Deutschland erinnerte, auf dem Wasserweg gut erreichbar ist und mit fruchtbarem Boden und Kohlevorkommen gesegnet war. Im Jahr 1832 etablierte John Augustus Roebling die Stadt Saxonburg; inzwischen hatten sich Deutsche so gut wie überall niedergelassen.
International bekannt wurde die Stadt durch das Attentat auf Donald Trump am Abend des 13. Juli 2024.

## Sehenswürdigkeiten
Sechs Bauwerke und Stätten in der Stadt sind insgesamt im National Register of Historic Places (NRHP) eingetragen (Stand 14. Oktober 2020), darunter das Butler County Courthouse, der Butler Historic District und das Sen. Walter Lowrie House.

## Söhne und Töchter der Stadt
- Samuel Anderson Purviance (1809–1882), Politiker
- Alfred Gilmore (1812–1890), Politiker
- William George Thompson (1830–1911), Politiker
- Frances Wick (1875–1941), Physikerin und Hochschullehrerin
- Joan Chandler (1923–1979), Schauspielerin
- Jay Last (1929–2021), Physiker
- Frank R. Scarpitti (1936–2019), Soziologe und Kriminologe
- Big John Studd (1948–1995), Wrestler
- Jonathan W. Greenert (* 1953), Admiral der US Navy
- Debora Weber-Wulff (* 1957), Informatikerin und Plagiats-Expertin
- Bret Michaels (* 1963), Sänger
- David Pichler (* 1968), Wasserspringer
- Eric Namesnik (1970–2006), Schwimmer
- Marc Blucas (* 1972), Schauspieler
- Brian Minto (* 1975), Boxer
- Don Kelly (* 1980), Baseballspieler
- Grace Gealey (* 1984), Schauspielerin
- Paul Posluszny (* 1984), American-Football-Spieler
- Meghan Schnur (* 1985), Fußballspielerin
- Kourtney Rhoads (* 1991), Handball- und Beachhandballspielerin
- Jake Hildebrand (* 1993), Eishockeytorwart
- Jordan Geist (* 1998), Kugelstoßer